# Ali Ghazal
Aly Ahmed Aly Mohamed Ghazal – meglio noto come Ali Ghazal – (in arabo علي غزال‎?; Assuan, 1º febbraio 1992) è un allenatore di calcio ed ex calciatore egiziano, di ruolo centrocampista.

## Caratteristiche tecniche
In grado di abbinare qualità e quantità, agisce prevalentemente da mediano davanti alla difesa, pur essendo in grado - grazie alla propria versatilità - di fornire più soluzioni al proprio allenatore. Possente fisicamente e nello stacco aereo, nasce difensore, salvo poi adattarsi a centrocampista.
Manuel Machado, suo tecnico al Nacional, lo ha utilizzato da regista in un 4-3-3 o eventualmente da mezz'ala destra.

## Carriera

### Club
Il 28 dicembre 2012 lascia il Wadi Degla, accordandosi per quattro stagioni e mezzo con il Nacional, in Portogallo. Esordisce nella massima serie portoghese il 27 gennaio 2013 contro il Vitória Setúbal. Lascia il terreno di gioco nell'intervallo per far posto a Jota. Il 21 agosto 2014 esordisce in Europa League contro la Dinamo Minsk, partita valida per l'accesso alla fase a gironi, disputando la gara per intero.
Dopo aver guidato a più riprese la squadra con la fascia al braccio, nel 2016 il tecnico Machado lo nomina capitano effettivo della formazione portoghese. Il 23 gennaio 2017 lascia il Portogallo per accasarsi al Guizhou Zhicheng, società asiatica militante nella Chinese Super League.
Il 10 agosto, dopo aver trascorso cinque mesi ai margini dalla rosa per scelte tecniche dovute al nuovo regolamento - che prevedono l'impiego di tre stranieri e non più cinque - rescisso il contratto con il Guizhou, viene tesserato dal Vancouver Whitecaps, società canadese militante nella MLS.

### Nazionale
Ha giocato nella nazionale egiziana Under-20.
Esordisce in nazionale il 5 marzo 2014 in un'amichevole contro la Bosnia ed Erzegovina. Complici alcune prestazioni sottotono al centro della difesa, scivola fuori dal giro della nazionale. L'11 giugno 2019 viene incluso dal CT Javier Aguirre nella lista definitiva dei 23 convocati per la fase finale della Coppa d'Africa 2019, disputata in Egitto. Il cammino della squadra si interrompe agli ottavi di finale contro il Sudafrica.

## Statistiche

### Presenze e reti nei club
Statistiche aggiornate al 1º agosto 2022.
| Stagione                   | Squadra                    | Campionato                 | Campionato | Campionato | Coppe nazionali | Coppe nazionali | Coppe nazionali | Coppe continentali | Coppe continentali | Coppe continentali | Altre coppe | Altre coppe | Altre coppe | Totale | Totale |
| Stagione                   | Squadra                    | Comp                       | Pres       | Reti       | Comp            | Pres            | Reti            | Comp               | Pres               | Reti               | Comp        | Pres        | Reti        | Pres   | Reti   |
| -------------------------- | -------------------------- | -------------------------- | ---------- | ---------- | --------------- | --------------- | --------------- | ------------------ | ------------------ | ------------------ | ----------- | ----------- | ----------- | ------ | ------ |
| gen.-giu. 2013             | Nacional                   | PL                         | 11         | 0          | CP+CdL          | 0               | 0               | -                  | -                  | -                  | -           | -           | -           | 11     | 0      |
| 2013-2014                  | Nacional                   | PL                         | 26         | 0          | CP+CdL          | 1+2             | 0               | -                  | -                  | -                  | -           | -           | -           | 29     | 0      |
| 2014-2015                  | Nacional                   | PL                         | 29         | 1          | CP+CdL          | 4+1             | 0               | UEL                | 2                  | 1                  | -           | -           | -           | 36     | 2      |
| 2015-2016                  | Nacional                   | PL                         | 27         | 0          | CP+CdL          | 4+2             | 0               | -                  | -                  | -                  | -           | -           | -           | 33     | 0      |
| 2016-gen. 2017             | Nacional                   | PL                         | 14         | 0          | CP+CdL          | 1+1             | 0               | -                  | -                  | -                  | -           | -           | -           | 16     | 0      |
| Totale Nacional            | Totale Nacional            | Totale Nacional            | 107        | 1          |                 | 16              | 0               |                    | 2                  | 1                  |             | -           | -           | 125    | 2      |
| gen.-giu. 2017             | Guizhou Zhicheng           | CSL                        | 0          | 0          | CC              | 1               | 0               | -                  | -                  | -                  | -           | -           | -           | 1      | 0      |
| 2017                       | Vancouver Whitecaps        | MLS                        | 7+3        | 0          | CC              | -               | -               | -                  | -                  | -                  | -           | -           | -           | 10     | 0      |
| 2018                       | Vancouver Whitecaps        | MLS                        | 22         | 0          | CC              | 4               | 0               | -                  | -                  | -                  | -           | -           | -           | 26     | 0      |
| Totale Vancouver Whitecaps | Totale Vancouver Whitecaps | Totale Vancouver Whitecaps | 29+3       | 0          |                 | 4               | 0               |                    | -                  | -                  |             | -           | -           | 36     | 0      |
| gen.-giu. 2019             | Feirense                   | PL                         | 11         | 0          | CP+CdL          | 1+0             | 0               | -                  | -                  | -                  | -           | -           | -           | 12     | 0      |
| gen.-giu. 2020             | Larissa                    | SL                         | 6+5        | 0          | CG              | -               | -               | -                  | -                  | -                  | -           | -           | -           | 11     | 0      |
| set.-dic. 2020             | Larissa                    | SL                         | 4          | 0          | CG              | 0               | 0               | -                  | -                  | -                  | -           | -           | -           | 4      | 0      |
| Totale Larissa             | Totale Larissa             | Totale Larissa             | 10+5       | 0          |                 | 0               | 0               |                    | -                  | -                  |             | -           | -           | 15     | 0      |
| dic. 2020-2021             | Smouha                     | PL                         | 8          | 0          | CE              | 0               | 0               | -                  | -                  | -                  | -           | -           | -           | 8      | 0      |
| gen.-giu. 2022             | Misr Lel Makasa            | PL                         | 2          | 0          | CE              | 0               | 0               | -                  | -                  | -                  | -           | -           | -           | 2      | 0      |
| Totale carriera            | Totale carriera            | Totale carriera            | 175        | 1          |                 | 22              | 0               |                    | 2                  | 1                  |             | -           | -           | 199    | 2      |

### Cronologia presenze e reti in nazionale
| Cronologia completa delle presenze e delle reti in nazionale ― Egitto | Cronologia completa delle presenze e delle reti in nazionale ― Egitto | Cronologia completa delle presenze e delle reti in nazionale ― Egitto | Cronologia completa delle presenze e delle reti in nazionale ― Egitto | Cronologia completa delle presenze e delle reti in nazionale ― Egitto | Cronologia completa delle presenze e delle reti in nazionale ― Egitto | Cronologia completa delle presenze e delle reti in nazionale ― Egitto | Cronologia completa delle presenze e delle reti in nazionale ― Egitto |
| Data                                                                  | Città                                                                 | In casa                                                               | Risultato                                                             | Ospiti                                                                | Competizione                                                          | Reti                                                                  | Note                                                                  |
| --------------------------------------------------------------------- | --------------------------------------------------------------------- | --------------------------------------------------------------------- | --------------------------------------------------------------------- | --------------------------------------------------------------------- | --------------------------------------------------------------------- | --------------------------------------------------------------------- | --------------------------------------------------------------------- |
| 5-3-2014                                                              | Innsbruck                                                             | Bosnia ed Erzegovina                                                  | 0 – 2                                                                 | Egitto                                                                | Amichevole                                                            | -                                                                     | 59’                                                                   |
| 30-5-2014                                                             | Santiago del Cile                                                     | Cile                                                                  | 3 – 2                                                                 | Egitto                                                                | Amichevole                                                            | -                                                                     |                                                                       |
| 4-6-2014                                                              | Londra                                                                | Giamaica                                                              | 2 – 2                                                                 | Egitto                                                                | Amichevole                                                            | -                                                                     |                                                                       |
| 5-9-2014                                                              | Dakar                                                                 | Senegal                                                               | 2 – 0                                                                 | Egitto                                                                | Qual. Coppa d'Africa 2015                                             | -                                                                     |                                                                       |
| 10-9-2014                                                             | Il Cairo                                                              | Egitto                                                                | 0 – 1                                                                 | Tunisia                                                               | Qual. Coppa d'Africa 2015                                             | -                                                                     |                                                                       |
| 8-9-2018                                                              | Alessandria d'Egitto                                                  | Egitto                                                                | 6 – 0                                                                 | Niger                                                                 | Qual. Coppa d'Africa 2019                                             | -                                                                     | 57’                                                                   |
| 12-10-2018                                                            | Il Cairo                                                              | Egitto                                                                | 4 – 1                                                                 | eSwatini                                                              | Qual. Coppa d'Africa 2019                                             | -                                                                     |                                                                       |
| 22-3-2019                                                             | Niamey                                                                | Niger                                                                 | 1 – 1                                                                 | Egitto                                                                | Qual. Coppa d'Africa 2019                                             | -                                                                     | 46’                                                                   |
| 13-6-2019                                                             | Alessandria d'Egitto                                                  | Egitto                                                                | 1 – 0                                                                 | Tanzania                                                              | Amichevole                                                            | -                                                                     | 46’                                                                   |
| 16-6-2019                                                             | Alessandria d'Egitto                                                  | Egitto                                                                | 3 – 1                                                                 | Guinea                                                                | Amichevole                                                            | -                                                                     | 87’                                                                   |
| 26-6-2019                                                             | Il Cairo                                                              | Egitto                                                                | 2 – 0                                                                 | RD del Congo                                                          | Coppa d'Africa 2019 - 1º turno                                        | -                                                                     | 84’ 88’                                                               |
| Totale                                                                |                                                                       | Presenze                                                              | 11                                                                    |                                                                       | Reti                                                                  | 0                                                                     |                                                                       |